# Station Pieńsk
Station Pieńsk is een spoorwegstation in de Poolse plaats Pieńsk.